# كارين بلات
كارين بلات (بالإنجليزية: Karen Platt)‏ هي كاتِبة بريطانية، ولدت في القرن العشرين.